# Percy Faith
Percy Faith, född 7 april 1908 i Toronto i Ontario, död 9 februari 1976 i Encino i Kalifornien, var en kanadensisk-amerikansk kompositör och orkesterledare. Han var banbrytande inom den lättsmälta orkesterpopmusik som var som mest populär på 1950- och 1960-talen. 
Faiths mest välkända verk är Delicado från 1952, The Song from Moulin Rouge från 1953 och Theme from A Summer Place från 1960, som vann en Grammy Award för "Årets inspelning" 1961. På B-sidan till The Song from Moulin Rouge fanns Swedish Rhapsody, Faiths arrangemang av den svenska kompositören Hugo Alfvéns Midsommarvaka. I Sverige är han dock mest känd för Mucho gusto som har varit radioprogrammet Sportextras signaturmelodi sedan 1961.

## Biografi
Faith föddes i Toronto i Ontario. Som barn lärde han sig spela fiol och piano. Han skadade händerna i en brandolycka 1926 och satsade då i stället på att dirigera. Han dirigerade på 1930-talet ofta i direktsändning i kanadensisk radio. 1940 flyttade han till Chicago i Illinois. Han började sedermera arbeta för Mitch Miller vid Columbia Records, där han både gav ut flera egna album och bidrog med orkesterarrangemang åt flera av 1950-talets stora popartister, bland dem Tony Bennett, Doris Day och Guy Mitchell. Faith utmärkte sig genom att lägga mer tyngd på stråksektionen, i kontrast till samtidens ofta mässingtunga arrangemang.
Från och med 1962 gav Faith ut flera orkestrala covers på populära rock- och poplåtar. Det framgångsrika albumet Themes for Young Lovers introducerade Faiths mjuka ljudbild för dåtidens unga lyssnare. Ungefär samtidigt började han att i högre grad använda körer, ursprungligen bara damkörer, sedermera blandade körer. 1969 fick han sin andra Grammy Award för albumet Love Theme from Romeo and Juliet.
Faith komponerade filmmusik till ett mindre antal filmer. Han blev Oscarsnominerad 1956 för sitt arrangemang av musiken till Doris Day-musikalen Love Me or Leave Me.
Faith dog 1976 i cancer.